# Linna, Valgamaa
Linna är en ort i Estland. Den ligger i Helme kommun och landskapet Valgamaa, i den södra delen av landet, 170 km söder om huvudstaden Tallinn. Linna ligger 86 meter över havet och antalet invånare är 456.
Terrängen runt Linna är platt, och sluttar österut. Runt Linna är det mycket glesbefolkat, med 6 invånare per kvadratkilometer. Närmaste större samhälle är Tõrva, 5,8 km sydost om Linna. I omgivningarna runt Linna växer i huvudsak blandskog.